# Diplopota hungarica
Diplopota hungarica là một loài ruồi trong họ Tachinidae.